# Jakob Tiedtke
Jakob Karl Heinrich Wilhelm Tiedtke (* 23. Juni 1875 in Berlin; † 30. Juni 1960 in West-Berlin) war ein deutscher Schauspieler.

## Leben
Er war der Sohn des Autors Karl Ferdinand Tiedtke und seiner Frau Therese, geborene Lindemann. Sein Vater war Mitarbeiter an den Zeitschriften Kladderadatsch und Fliegende Blätter.
Tiedtke erhielt seine schauspielerische Ausbildung nach dem Besuch des Köllnischen Gymnasium an der Marie-Seebach-Schule des Königlichen Schauspielhauses in Berlin. Er gab dort sein Debüt 1899 als Cato in Julius Cäsar und gehörte bis 1905 zum Ensemble des Preußischen Hoftheaters.
Von 1905 bis 1913 wirkte er unter  Max Reinhardt am Deutschen Theater, 1913 spielte er am Deutschen Künstlertheater Societät. Dann ging er an das Lessingtheater und wirkte von 1915 bis 1918 am Burgtheater in Wien. Bis 1925 gastierte er an verschiedenen Berliner Bühnen und gehörte von 1933 bis 1945 zum Ensemble der Berliner Volksbühne. In der Zeit des Nationalsozialismus war er Präsidialbeirat im NS-Führerkorps Kameradschaft der Deutschen Künstler.
Tiedtke verkörperte bedeutende Theaterfiguren wie Jago in Othello, Mephisto in Faust und Franz Moor in Die Räuber. Erfolgreich war er auch als Theobald Maske in Die Hose, als Dorfrichter Adam in Der zerbrochne Krug, in der Rolle des Falstaff in den Lustigen Weibern von Windsor oder als Striese in Der Raub der Sabinerinnen.
Schon 1907 war Tiedtke zum neuen Medium Film gekommen. Nach Ende des Ersten Weltkrieges arbeitete er für die Efa-Film. Der imposante Schauspieler wurde beim Film meist in eher komischen oder bizarren Rollen eingesetzt. Häufig kooperierte er mit Ernst Lubitsch, ab 1938 erschien er auch in einigen Propagandafilmen von Veit Harlan, mit dem er befreundet war. 1940 wirkte er in dem antisemitischen Film Jud Süß mit. Zuletzt wurde er mit typischen Großvaterrollen besetzt. Insgesamt wirkte Tiedtke bei etwa 600 Filmen mit, darunter 71 Filmen in der NS-Zeit. In der Endphase des Zweiten Weltkriegs nahm ihn Joseph Goebbels im August 1944 in die Gottbegnadeten-Liste der Schauspieler auf, die er für seine Propagandafilme brauchte, was Tiedtke von einem Kriegseinsatz, auch an der Heimatfront, befreite.

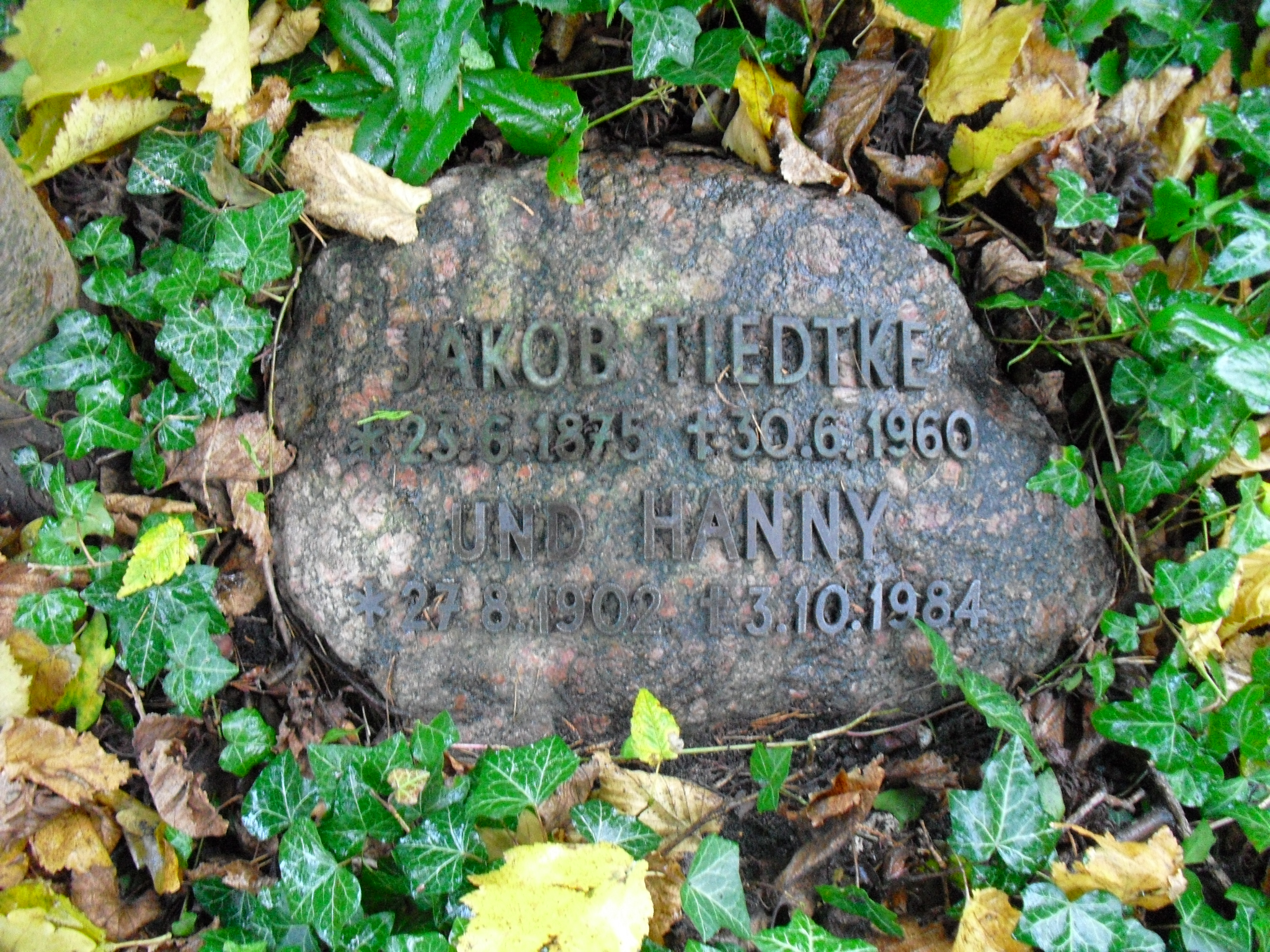
Grab von Jakob Tiedtke auf dem Friedhof Heerstraße in Berlin-Westend

Nach Ende des Zweiten Weltkrieges gründete Tiedtke zusammen mit Schauspielerkollegen die „Künstlergemeinschaft Bad Ischl“ und tourte damit zwei Jahre lang durch Österreich. In den 1950er Jahren agierte er unter anderem in München, Berlin und bei Willy Maertens am Thalia Theater in Hamburg. 1955 wurde er nach seinem Auftritt als Theodosius in Cäsar und Kleopatra von George Bernard Shaw am Schiller-Theater in Berlin mit dem Steckkreuz des Bundesverdienstordens ausgezeichnet.
Tiedtke war ein Freund und Förderer des Theaterkritikers und Publizisten Siegfried Jacobsohn. Bis in die 1950er Jahre wirkte er als Hörspielsprecher und im Kabarett bei Rundfunksendungen mit, insbesondere für den RIAS und den NWDR. Er war mit der Balletttänzerin Ingrid Peterson verheiratet. Sein Nachlass befindet sich in der Berliner Staatsbibliothek. Seine unveröffentlicht gebliebenen Memoiren tragen den Titel Aufrichtigkeiten eines ermüdeten Lügners.
Jakob Tiedtke starb, nur eine Woche nach seinem 85. Geburtstag, am 30. Juni 1960 in seinem Haus in Berlin-Kladow. Sein Grab befindet sich auf dem landeseigenen Friedhof Heerstraße in Berlin-Westend (Grablage: II-Ur 6-129-G).

## Filmografie (Auswahl)
- 1913: Schuldig
- 1914: Der Golem
- 1918: Der Rattenfänger
- 1919: Die Puppe
- 1919: Die Fahrt ins Blaue
- 1919: Der Galeerensträfling (2 Teile)
- 1920: Kohlhiesels Töchter
- 1920: Romeo und Julia im Schnee
- 1920: Sumurun
- 1921: Der Mann ohne Namen (6 Teile)
- 1922: Die Flamme
- 1922: Sie und die Drei
- 1923: So sind die Männer
- 1923: Der Kaufmann von Venedig
- 1923: Die Fledermaus
- 1923: Das alte Gesetz
- 1923: Maciste und die chinesische Truhe
- 1923: Nanon
- 1923: Die Austreibung
- 1924: Die Frau in Versuchung
- 1924: Arabella, der Roman eines Pferdes
- 1924: Tragödie im Hause Habsburg
- 1924: Auf Befehl der Pompadour
- 1925: Ein Walzertraum
- 1925: Pietro, der Korsar
- 1925: Die drei Portiermädel
- 1926: Die Mühle von Sanssouci
- 1926: Der Provinzonkel
- 1926: Der Mann im Feuer
- 1926: In der Heimat, da gibt’s ein Wiedersehn!
- 1927: Unter Ausschluß der Öffentlichkeit
- 1927: Dr. Bessels Verwandlung
- 1927: Gustav Mond … Du gehst so stille
- 1927: Arme kleine Sif
- 1927: Gehetzte Frauen
- 1927: Primanerliebe
- 1927: Die Apachen von Paris
- 1927: Luther – Ein Film der deutschen Reformation
- 1928: Heut’ spielt der Strauss
- 1928: Das Spreewaldmädel
- 1928: Moral
- 1928: Heut’ tanzt Mariett
- 1928: Don Juan in der Mädchenschule
- 1929: Mascottchen
- 1929: Die Liebe der Brüder Rott
- 1929: Autobus Nr. 2
- 1930: Das Flötenkonzert von Sans-souci
- 1930: Pension Schöller
- 1931: Voruntersuchung
- 1931: … und das ist die Hauptsache!?
- 1931: Yorck
- 1931: Berlin – Alexanderplatz
- 1931: Ein Auto und kein Geld
- 1932: Das Blaue vom Himmel
- 1932: Mein Freund, der Millionär
- 1932: Das Testament des Cornelius Gulden
- 1932: Ein toller Einfall
- 1932: Strich durch die Rechnung
- 1932: Tausend für eine Nacht
- 1933: Saison in Kairo
- 1933: Heimat am Rhein
- 1933: Des jungen Dessauers große Liebe
- 1933: Kleiner Mann – was nun?
- 1934: Der Doppelgänger
- 1934: So ein Flegel
- 1934: Der Vetter aus Dingsda
- 1934: Schwarzer Jäger Johanna
- 1934: Die Liebe siegt
- 1934: Lockvogel
- 1934: Fürst Woronzeff
- 1935: Frischer Wind aus Kanada
- 1935: Petersburger Nächte. Walzer an der Newa
- 1935: Der junge Graf
- 1935: Der Vogelhändler
- 1936: Spiel an Bord
- 1936: Savoy-Hotel 217
- 1937: Die göttliche Jette
- 1938: Nanu, Sie kennen Korff noch nicht?
- 1938: Verwehte Spuren
- 1938: Sylvesternacht am Alexanderplatz
- 1938: Das unsterbliche Herz
- 1939: Robert Koch, der Bekämpfer des Todes
- 1939: Die Reise nach Tilsit
- 1939/41: Pedro soll hängen
- 1940: Jud Süß
- 1940/42: Der große König
- 1941: Die schwedische Nachtigall
- 1941: Der Weg ins Freie
- 1941: Frau Luna
- 1941: Leichte Muse
- 1943: Das schwarze Schaf
- 1943: Familie Buchholz
- 1943/45: Kolberg
- 1944: Die Frau meiner Träume
- 1945: Das alte Lied
- 1945: Die tolle Susanne
- 1945: Shiva und die Galgenblume (unvollendet)
- 1948: Morgen ist alles besser
- 1949: Hans im Glück
- 1950: Es begann um Mitternacht
- 1951: Unsterbliche Geliebte
- 1951: Das seltsame Leben des Herrn Bruggs
- 1951: Durch Dick und Dünn
- 1951: Königin einer Nacht
- 1952: Hanna Amon
- 1952: Am Brunnen vor dem Tore
- 1953: Die blaue Stunde
- 1953: Keine Angst vor großen Tieren
- 1953: Damenwahl
- 1954: Raub der Sabinerinnen
- 1954: Emil und die Detektive
- 1954: … und ewig bleibt die Liebe
- 1955: Die Drei von der Tankstelle
- 1955: Urlaub auf Ehrenwort

## Ehrungen
- 1937 Ernennung zum Staatsschauspieler (Verleihung durch Adolf Hitler, der anlässlich des Jahrestages der „Machtergreifung“ 1937 mehrere Künstler mit Titeln auszeichnete[5])